# Дол (Кочев'є)
Дол (словен. Dol) — поселення в общині Кочев'є, регіон Південно-Східна Словенія, Словенія. Висота над рівнем моря: 188,4 м.